# Behind Crimson Eyes
Behind Crimson Eyes é uma banda de post-hardcore australiana, formada em 2004. A banda é constituída pelo vocalista Josh Stuart, pelo baixista Garth Buchanan, pelo baterista Cameron Gilmoure e pelo guitarrista e vocal de apoio Aaron Schultz.

## História
Desde a sua formação em 2004, a banda participa na torné Taste of Chaos em Melbourne. Algumas faixas dos Eps receberam boas críticas das rádios, nomeadamente pela Triple J. O single "Prologue" teve um bom desempenho nas tabelas independentes em Novembro de 2005, tendo recebido um destaque na "tabela comercial mais respeitada da Austrália, a Take 40 Australia".
A banda lança o seu álbum de estreia a 18 de Novembro de 2006, A Revelation For Despair, tendo assinado contrato com a gravadora Roadrunner Records Australia. O disco entrou na tabela ARIA pela primeira vez, tendo atingido o nº 43 no dia 3 de Dezembro, duas semanas após ter sido lançado. Desse álbum saíram três singles, "Shakedown", "You've Had Your Chance" e "The Bonesmen".
Em 2007, a banda lança a sua primeira compilação, Scream Out Your Name To The Night. Continuaram em torné pela Austrália e a 20 de Abril de 2007 atuaram no concerto anual dado pela rádio Triple J, na cidade de Cowra. Em Setembro desse ano, juntaram-se à banda do Reino Unido Bullet For My Valentine, para a sua torné autraliana.
A banda agendou diversos concertos em vários festivais em 2007, incluindo Pyramid Rock Festival, Bass In The Dust, Bass In The Grass, Destroy Music, Homebake Festival, Trackside Festival e ainda em clubes nocturnos.
A banda participou no festival autraliano Big Day Out 2008, juntamente com Rage Against the Machine, Grinspoon, Björk, Enter Shikari e Silverchair. Abriram igualmente o concerto da banda de heavy metal Iron Maiden na sua torné pelo país, designada Somewhere Back In Time World Tour.
Em Setembro de 2008 abriram o concerto da banda Disturbed na sua torné pela Autrália juntamente com P.O.D. e Alter Bridge.
A banda anunciou na sua página oficial a 6 de Dezembro de 2007, que já tinham três ou quatro músicas prontas para o novo álbum. O disco era para ter sido lançado em Outubro de 2008, mas a banda adiou devido ao festival Big Day Out e à torné Somewhere Back in Time.
A nova data for a marcada para 20 de Março de 2009.

## Membros

### Atuais
- Josh Stuart - Vocal
- Aaron Schultz – Guitarra, vocal
- Garth Buchanan - Baixo
- Cameron Gilmour - Bateria

### Antigos
- Kevin Orr  - Guitarra (2004-2009)
- Prashant 'Baz' Raju - Baixo (2004–2006)
- Steve Szalay - Bateria (2004–2006)
- Bryce Haysom - Guitarra (2004)

## Discografia

### Demos
- 2004 – Demo

### EPs
- 2005 - Pavour Nocturnus
- 2005 - Prologue: The Art of War/Cherry Blossom Epitaph

### Álbuns de estúdio
- 2006 - A Revelation For Despair
- 2009 - Behind Crimson Eyes

### Compilações
2007 - Scream Out Your Name To The Night